# X (film)
Pour les articles homonymes, voir X.
Série X
Pearl
(2022)
Pour plus de détails, voir Fiche technique et Distribution.
X est un film d'horreur américain écrit et réalisé par Ti West, sorti en 2022.
Coproduit par Scott « Kid Cudi » Mescudi et Sam Levinson, X se déroule dans les années 1970 et suit l'équipe de tournage d'un film pornographique qui se rend au Texas afin de tourner dans la propriété d'un couple de personnes âgées et se retrouve à être la cible d'un massacre. Diffusé en avant-première au South By Southwest Festival, le film reçoit un accueil critique majoritairement positif, recevant des éloges pour son hommage au sous-genre du slasher.
Il s'agit également du premier film d'une trilogie entièrement réalisée par Ti West. Il est suivi par une préquelle, intitulée Pearl, produite juste après le tournage de X et sortie en 2022. Le troisième film, intitulé MaXXXine, est sorti en 2024.
Le film se déroule en 1979, au Texas. Maxine Minx (Mia Goth), qui aspire à devenir actrice de film pornographique, part en road-trip avec son petit ami et producteur Wayne Gilroy (Martin Henderson), les acteurs Bobby-Lynne (Brittany Snow) et Jackson Hole (Scott Mescudi), le réalisateur RJ Nichols (Owen Campbell) et sa petite amie Lorraine (Jenna Ortega). Le but du voyage est de réaliser un film à destination du marché de la vidéo qui est en pleine explosion. Ils décident de tourner sur la propriété d'un couple de personnes âgées de la région qui ignorent le genre de film qu'ils produisent. C'est alors le début d'un massacre dont ils vont être les victimes.

## Synopsis
En 1979, en plein mouvement porno chic, Maxine Minx, actrice pornographique en devenir, part en road trip à travers le Texas avec son petit ami et producteur Wayne Gilroy, les acteurs Bobby-Lyne Parker et Jackson Hole, le réalisateur amateur RJ Nichols et sa petite amie Lorraine Day pour tourner un film pornographique intitulé Les Filles du fermier (The Farmer's Daughters).
Le groupe arrive chez Howard et Pearl, un couple de personnes âgées chez qui ils comptent tourner le film. Alors qu'ils commencent à tourner, sans que le couple ne sache de quel genre de film il s'agit, Maxine est invitée dans la maison par Pearl. Elles conversent et Pearl se plaint de son âge et exprime de la jalousie pour la jeunesse de Maxine avant de lui faire une avance sexuelle. Plus tard, elle regarde Maxine et Jackson coucher ensemble et est excitée. Elle demande à son mari de lui faire l'amour, mais il refuse à cause de son insuffisance cardiaque.
La nuit tombe et le groupe se détend dans le gîte. Lorraine, prête à perdre sa réputation de prude, demande à participer au tournage. RJ s'y oppose directement et accuse le groupe de lui avoir demandé, ce à quoi ils répondent qu'il s'agit entièrement de sa décision. RJ filme ensuite la scène de sexe entre Lorraine et Jackson mais, frustré du changement de script et de l'adultère de Lorraine, décide de partir en laissant le groupe pendant que tout le monde dort. Il est arrêté par Pearl qui tente de le séduire. Quand il la repousse, elle le poignarde à mort. Lorraine et Wayne remarquent que RJ est absent et partent à sa recherche. Pendant qu'il cherche dans la grange, Pearl leurre Wayne et le tue d'un coup de fourche dans les yeux. Lorraine est invitée dans la maison par Howard, qui prétend que Pearl a disparu et lui demande d'aller chercher une lampe torche dans la cave. Quand Lorraine tente de remonter, elle découvre qu'elle est enfermée et trouve le corps sans vie d'un esclave sexuel pendu au plafond de la cave.
Howard arrive au gîte et demande à Jackson de l'aider à trouver Pearl. Jackson trouve une voiture – appartenant au cadavre de la cave – dans un étang avant que Howard ne lui tire dans la tête. Pendant ce temps, Pearl entre dans le gîte, va se coucher nue avec Maxine et la caresse. Maxine se réveille et hurle, ce qui fait fuir Pearl sous les yeux de Bobby-Lyne. Lorraine utilise une hache pour essayer de sortir de la cave, mais Howard l'attaque et lui brise les doigts. Bobby-Lyne suit Pearl à l'extérieur et essaie de l'aider à s'éloigner de l'eau du lac. Pearl accuse Bobby-Lyne d'être une prostituée et la pousse dans le lac, où elle se fait dévorer par un alligator.
Maxine voit Pearl et Howard revenir au gîte et se cache sous le lit. Le couple discute des meurtres avant de faire l'amour. Maxine parvient à s'enfuir jusqu'au van, où elle trouve le cadavre de RJ et les pneus crevés. Armée d'un pistolet trouvé dans la boîte à gants, Maxine entre dans la maison et libère Lorraine, qui l'accuse des événements. Malgré l'aide qu'essaie de lui apporter Maxine, Lorraine s'enfuit par la porte d'entrée et se fait tirer dessus par Howard. Alors que Howard et Pearl commencent à déplacer le corps, Lorraine, mourante, se met à bouger, ce qui provoque une attaque cardiaque et la mort de Howard.
Maxine prend les clefs du camion de Howard et Pearl et essaie de tuer Pearl, mais le pistolet n'est pas chargé. Pearl essaie de tuer Maxine mais elle évite la balle tandis que le contrecoup fait bondir Pearl, qui se brise la hanche. Alors que Pearl est allongée dehors, elle demande l'aide de Maxine. Cette dernière refuse et lui roule sur la tête avec le camion. Maxine part de la ferme. Le lendemain matin, la police arrive à la maison et retrouve les corps.
Il est révélé que Maxine est la fille d'un prédicateur fondamentaliste dont les discours sont télévisés tout au long du film. La police trouve la caméra de RJ et spécule sur ce qu'elle peut contenir.

## Fiche technique
Sauf indication contraire, les informations mentionnées dans cette section peuvent être confirmées par la base de données cinématographiques IMDb,  présente dans la section « Liens externes ».
- Titre original : X
- Réalisation : Ti West
- Scénario : Ti West
- Musique : Tyler Bates et Chelsea Wolfe
- Décors : Thomas Salpietro
- Costumes : Malgosia Turzanska
- Photographie : Eliot Rockett
- Montage : Ti West et David Kashevaroff
- Production : Ti West, Jacob Jaffke, Kevin Turen et Harrison Kreiss
  - Production déléguée : Scott Mescudi, Dennis Cummings, Ashley Levinson, Sam Levinson, Karina Manashil et Peter Phok
- Sociétés de production : Little Lamb et Mad Solar Productions
- Sociétés de distribution : 
  - États-Unis : A24
  - Québec : VVS Films
  - France : Kinovista
- Budget : 1 million de dollars[1]
- Pays de production :  États-Unis
- Langue originale : anglais
- Format : couleur — 2,35:1 (certaines prises de vues en 1,37:1)
- Genre : horreur, slasher
- Durée : 106 minutes
- Dates de sortie :
  - États-Unis : 13 mars 2022 (South by Southwest) ; 18 mars 2022 (sortie nationale)
  - Canada et Québec : 18 mars 2022
  - France : 10 septembre 2022 (Festival du cinéma américain de Deauville 2022) ; 2 novembre 2022 (sortie nationale)
- Classification :
  - États-Unis : R - Restricted (Interdit aux moins de 17 ans non accompagné d'un adulte)
  - Québec : interdit aux moins de 16 ans
  - France : interdit aux moins de 16 ans

## Distribution
Note : Il n'existe pas de doublage français européen. Le doublage québécois est donc également utilisé dans les territoires francophones européens.
- Mia Goth (VQ : Geneviève Bédard) : Maxine Minx / (VQ : Chantal Baril) : Pearl Douglas
- Jenna Ortega (VQ : Marguerite D'Amour) : Lorraine Day
- Brittany Snow (VQ : Mylène Mackay) : Bobby-Lynne Parker
- Scott Mescudi (VQ : Iannicko N'Doua-Légaré) : Jackson Hole
- Martin Henderson (VQ : Martin Desgagné) : Wayne Gilroy
- Owen Campbell (en) (VQ : Louis-Philippe Berthiaume) : R.J. Nichols
- Stephen Ure (VQ : Guy Nadon) : Howard Douglas
- James Gaylyn (en) (VQ : Fayolle Jean) : le shériff Dentler
- Simon Prast (en) (VQ : François Sasseville) : l'évangéliste[note 1]

 Source et légende : version québécoise (VQ) sur Doublage.qc.ca

## Production

### Genèse et distribution des rôles
En novembre 2020, la société A24 dévoile qu'elle produira un film d'horreur intitulé X, réalisé par Ti West. Il est alors dévoilé que Mia Goth, Kid Cudi et Jenna Ortega ont rejoint la distribution du projet. En février 2021, Brittany Snow signe pour rejoindre la distribution.

### Tournage
Le tournage se déroule entre le 16 février 2021 et le 16 mars 2021 au nord de la Nouvelle-Zélande. Plusieurs scènes ont été tournées aux alentours de Wanganui et du district de Rangitikei. Les scènes à la ferme sont tournées à Fordell où une grande partie des décors sont construits.

### Musique
La musique du film est composée par Tyler Bates et Chelsea Wolfe. Wolfe enregistre également une reprise de la chanson Oui, Oui, Marie, qui est publiée en single le 11 mars 2022.

## Accueil

### Critique
Aux États-Unis, le film reçoit un accueil majoritairement positif de la part des critiques. Sur le site agrégateur de critiques Rotten Tomatoes, il obtient un score de 94 % de critiques positives, avec une note moyenne de 7,7/10 sur la base de 214 critiques positives et 6 négatives, lui permettant d'obtenir le label « Frais », le certificat de qualité du site. Le site Metacritic donne une note de 79⁄100 pour 35 critiques.
Le consensus critique établi par le site résume que le film est une « interprétation fraiche de la formule classique du slasher qui renoue avec les débuts de Ti West dans l'horreur ». Les spectateurs sondés par PostTrak lui ont donné un score positif de 68 %, avec 45 % qui le recommandent.
En France, le site Allociné propose une moyenne de 3,9⁄5, à partir de l'interprétation de 28 critiques de presse. L'Obs apporte une critique positive en donnant trois étoiles sur quatre au film, précisant qu'il « dépasse l'exercice du pastiche ».

### Box-office
| Pays ou région | Box-office     | Date d'arrêt du box-office | Nombre de semaines |
| -------------- | -------------- | -------------------------- | ------------------ |
| France         | 48 743 entrées | -                          | -                  |
| États-Unis     | 11 769 469 $   | 5 mai 2022                 | 7                  |
| Mondial        | 15 113 105 $   | -                          | -                  |

## Autour du film

### Préquelle
En mars 2022, il est dévoilé qu'un film préquel a été tourné immédiatement après la fin du tournage de X, toujours en Nouvelle-Zélande. Intitulé Pearl, il est également écrit et réalisé par Ti West. Ce second film était déjà en postproduction au moment de son annonce.
Mia Goth reprend le rôle de Pearl dans ce film qui explore ses origines avant les événements de X.

### Suite
En mars 2022, Deadline Hollywood dévoile qu'un troisième film, qui sera une suite de X, est en développement.
Intitulé MaXXXine, il se déroule cinq ans après les événements de X et suit Maxine dans les années 1980 alors qu'elle essaye de percer dans l'industrie cinématographie à Los Angeles tandis qu'un tueurs en série sème la terreur en ville.

## Distinctions

### Récompenses
- Sunset Circle Awards 2022 : Meilleur film d'horreur
- Boston Society of Film Critics Awards 2022 : Meilleure photographie (également pour Pearl)
- Austin Film Critics Association Awards 2023 : Révélation de l'année pour Jenna Ortega (également pour The Fallout, Scream et Studio 666)

### Nominations
- MTV Movie & TV Awards 2022 : Performance la plus effrayante pour Mia Goth
- Hollywood Creative Alliance Awards 2022 :
  - Meilleure actrice pour Mia Goth
  - Meilleur film d'horreur
  - Meilleur film indépendant
- Saturn Awards 2022 : Meilleur film d'horreur
- Hollywood Music in Media Awards 2022 : Meilleure supervision musicale dans un film pour Joe Rudge
- North Texas Film Critics Association Awards 2022 : Meilleure révélation pour Jenna Ortega
- Sunset Circle Awards 2022 :
  - Meilleure actrice pour Mia Goth (également pour Pearl)
  - Prix Five Fire Directors pour Ti West (également pour Pearl)
- St. Louis Film Critics Association Awards 2022 : Meilleur film d'horreur
- Seattle Film Critics Society Awards 2023 : Meilleur méchant (également pour Pearl)
- Chicago Indie Critics Awards 2023 :
  - Meilleur film indépendant
  - Meilleur maquillage
- Hollywood Creative Alliance Awards 2023 : Meilleur film d'horreur

### Sélections
- Festival de Deauville 2022 : Hors compétition